# Slash-Akkord

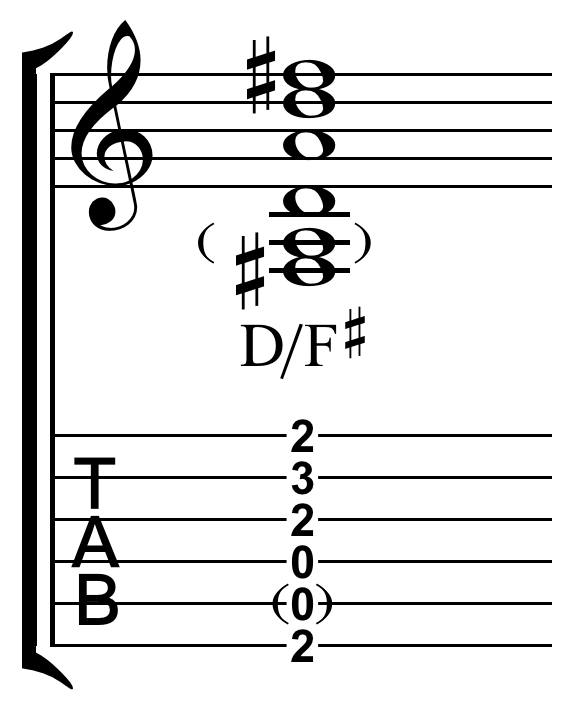
D über Fis-Slash-Akkord

Ein Slash-Akkord oder Slash-Chord (von englisch slash chord) bezeichnet in der modernen Harmonielehre einen Akkord, dessen eigentlicher Grundton nicht im Bass liegt (der nicht seinen Grundton als tiefsten Ton hat). Slash-Akkorde sind einfache und wirkungsvolle Erweiterungen der typischen Drei- und Vierklänge.
Es kann sich hierbei einfach um eine Akkordumkehrung handeln, aber vor allem akkordfremde Basstöne werden auf diese Weise notiert. Durch Verwendung der sogenannten Slash-Akkorde entstehen häufig interessante harmonische Mehrdeutigkeiten. Sie entstammen eigentlich dem Jazz, werden aber auch in gehobener Rock- und Popmusik verwendet.
Die Bezeichnung bezieht sich eher auf die spezielle Art der Notation. In der Akkordsymbolschrift wird der Basston des Slash-Akkords dadurch angegeben, dass man den Basston mit einem Schrägstrich (englisch slash) anhängt, daher auch der Name.
Beispiele:
- D/F# für einen D-Dur-Akkord mit Fis im Bass.
- C/G für einen C-Dur-Akkord mit G im Bass.
- D/C für einen D-Dur-Akkord mit C im Bass.

Verminderte Akkorde können durch die Notation als Slash-Akkord eine Umdeutung erfahren. So kann der halbverminderte Septakkord über A, Am5-/7, auch als Cm/A notiert werden. Das würde dann den Bezug zu dem in ihm enthaltenen c-Moll-Akkord betonen – das A kann als Unterseptime unter G interpretiert werden.
Häufige Verwendung finden Slash-Akkorde in Passagen, in denen der Bass durch Verwendung nur eines Tones für mehrere Akkorde größtmögliche Ruhe ausstrahlen soll. Eine weitere häufige Verwendung findet sich in Passagen, in denen der Bass eine möglichst lineare Bewegung vollziehen soll.
Beispiele:
- Em – Am7/E – Em…
- G – D/F# – Em…
- C – G/B – Am – Am/G – F – C/E – D/F# – G…

Ein konstanter Basston mit wechselnden Harmonien wird auch als Orgelpunkt bezeichnet.